# Farnell Parish Kirk

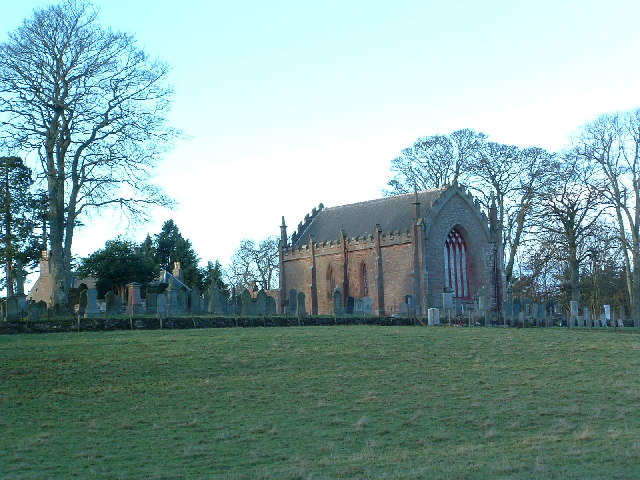
Farnell Parish Kirk

Die Farnell Parish Kirk, auch Farnell Parish Church, ist ein Kirchengebäude der presbyterianischen Church of Scotland in der schottischen Ortschaft Farnell in der Council Area Angus. 1971 wurde das Bauwerk in die schottischen Denkmallisten in der höchsten Denkmalkategorie A aufgenommen.

## Geschichte
Bereits seit dem Mittelalter befand sich am Standort eine Kirche. Die heutige Pfarrkirche wurde im Jahre 1806 nach einem Entwurf des schottischen Architekten James Playfair erbaut. Seitdem wurden zwei Fensteröffnungen an der Nordfassade durch Mauerwerk verschlossen. 1929 wurde der Innenraum modernisiert. Seit 2008 ist die Kirchengemeinde von Farnell mit jener der Gardner Memorial Church in Brechin verbunden. Beide Gemeinden teilen sich eine Pfarrstelle.

## Beschreibung
Die neogotische Farnell Parish Kirk steht innerhalb des umgebenden Friedhofs am Südrand des Weilers Farnell rund 4,5 Kilometer südlich von Brechin. Das Mauerwerk der länglichen Saalkirche besteht aus rotem Sandstein und ist teils verwittert. Das abschließende Satteldach ist mit Schiefer eingedeckt. Die Giebel sind spitzbogig verkleidet und ebenso wie die Seitenfassaden mit einer Pseudo-Zinnenbewehrung ausgeführt. Strebepfeiler gliedern die Fassaden vertikal. Im Inneren ist die Farnell Parish Kirk mit einem verzierten Gewölbe ausgeführt. Auf dem umgebenden Kirchhof wurden historische Kreuzplatten gefunden.